# Rhododendron grande
Rhododendron grande là một loài thực vật có hoa trong họ Thạch nam. Loài này được Wight miêu tả khoa học đầu tiên năm 1847.

## Hình ảnh

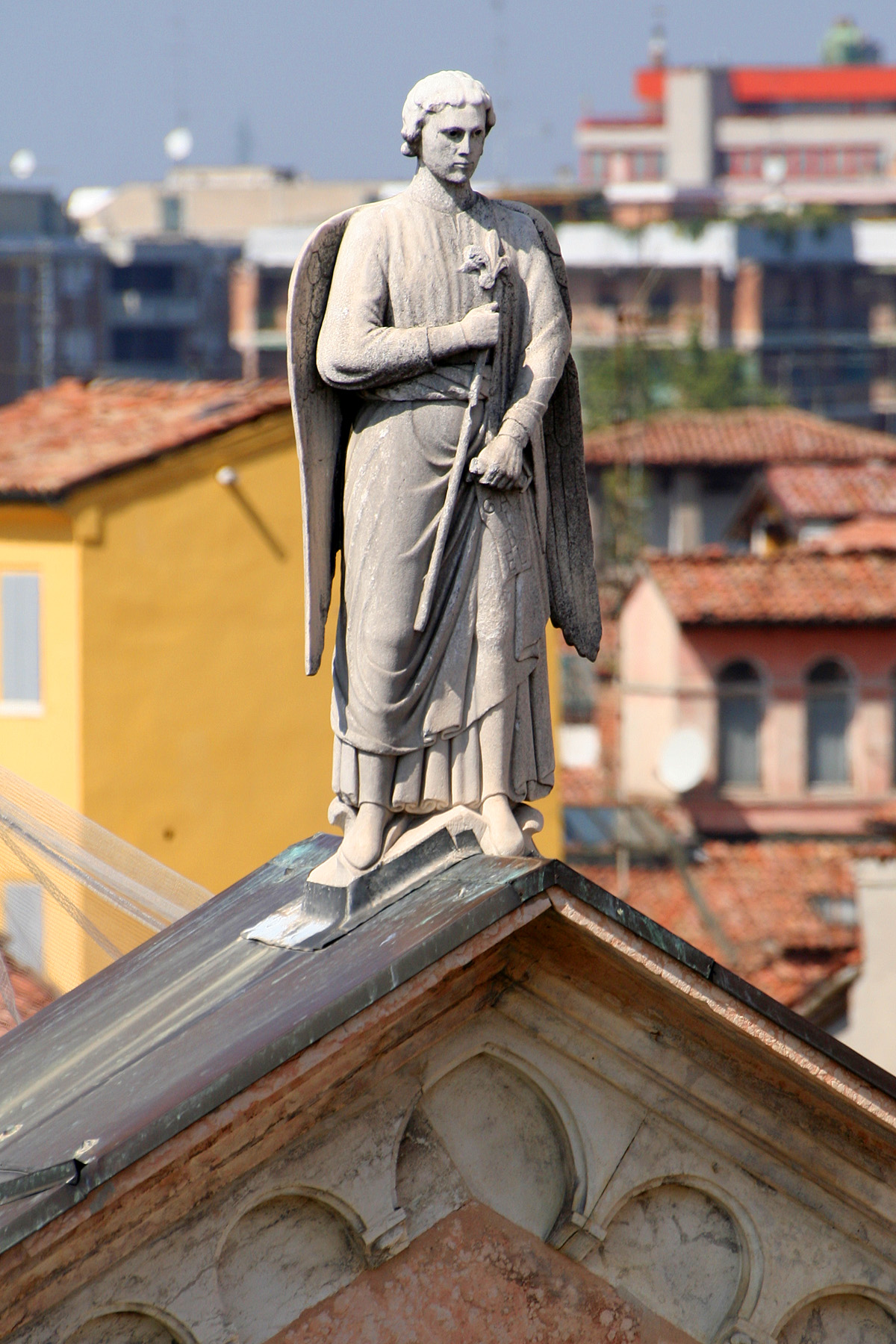
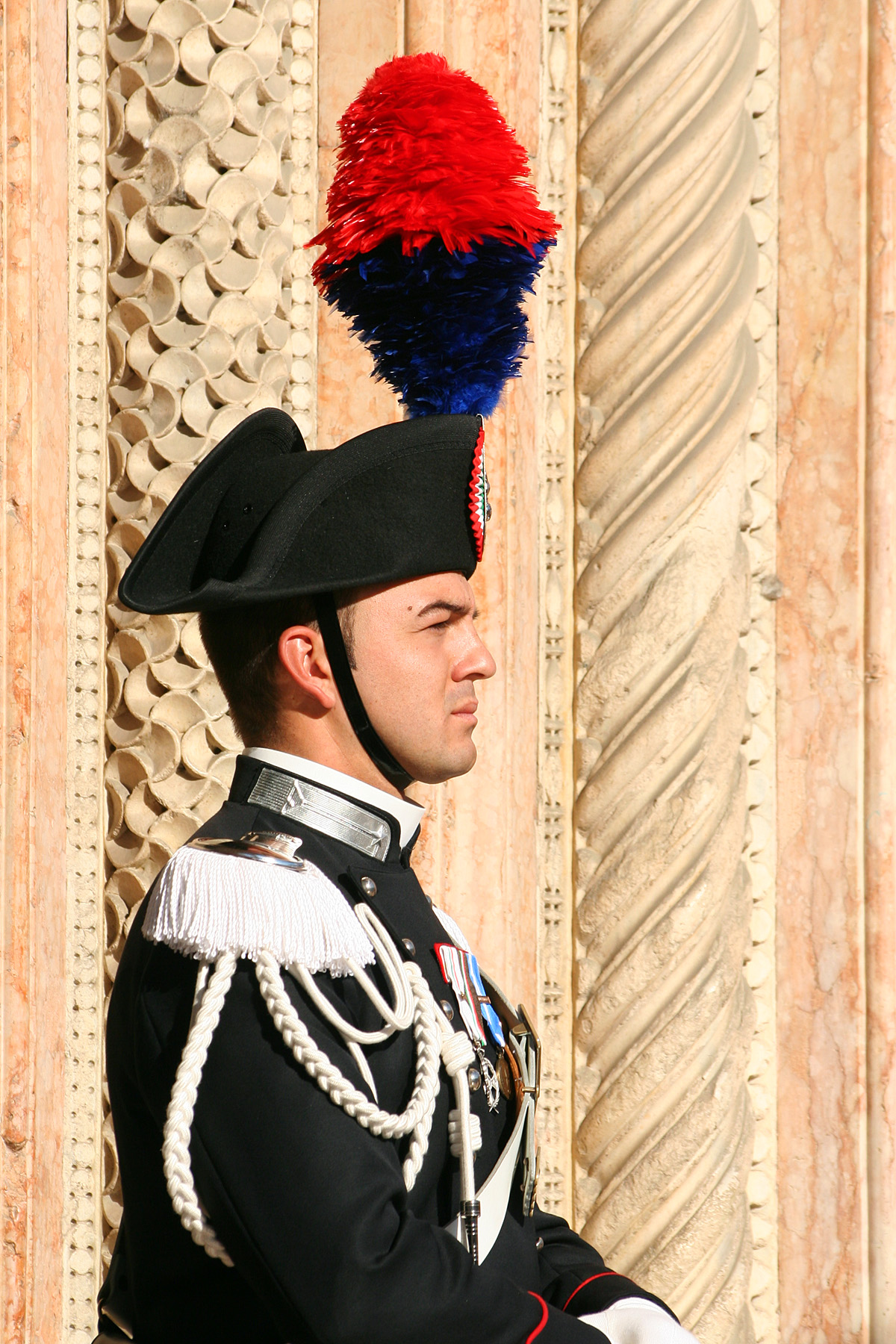
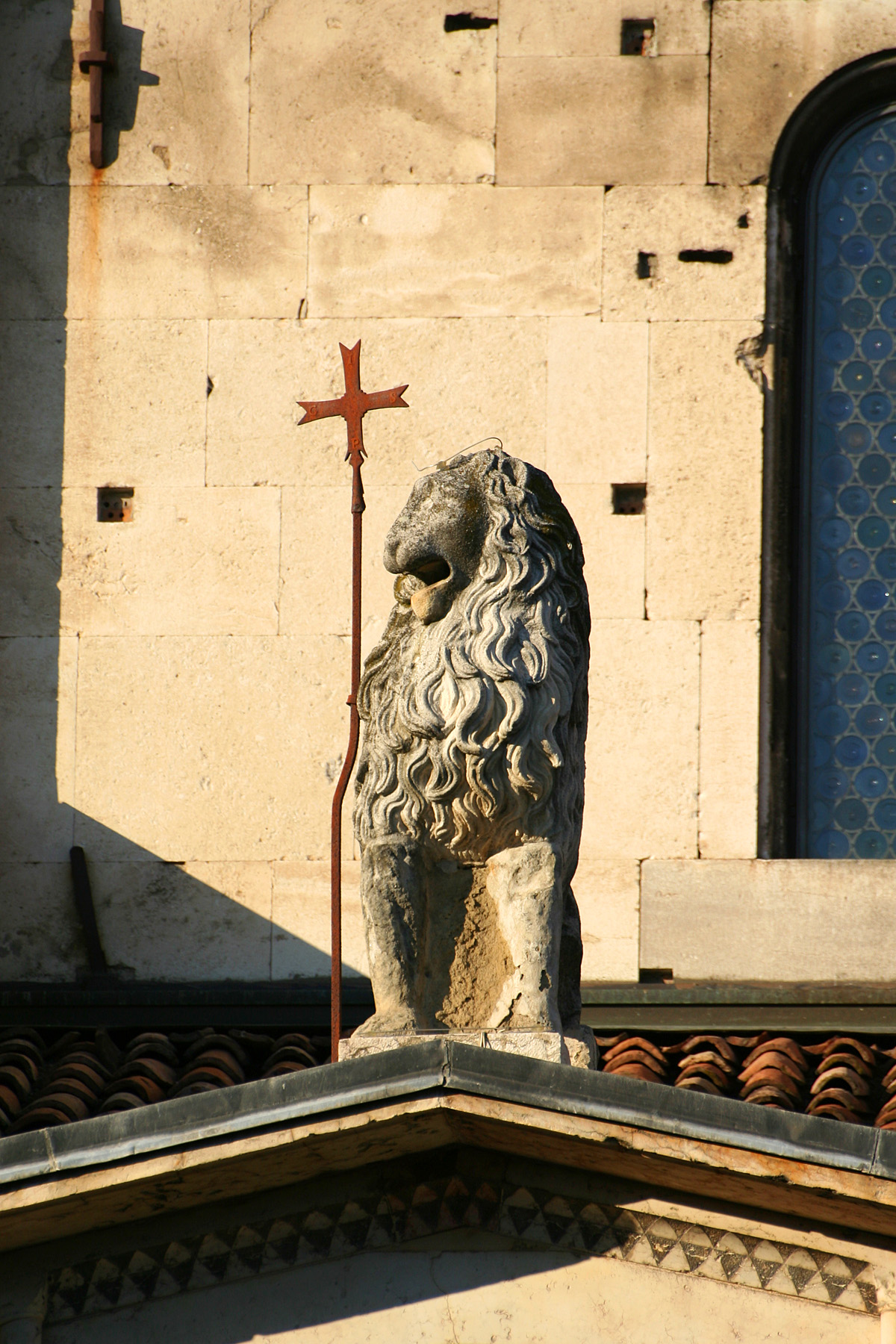